# Athetis melanerges
Athetis melanerges är en fjärilsart som beskrevs av George Francis Hampson 1918. Athetis melanerges ingår i släktet Athetis och familjen nattflyn. Inga underarter finns listade i Catalogue of Life.